# Kachovskaja
Kachovskaja (in russo Каховская?) è una stazione della Metropolitana di Mosca, situata sulla Linea Kachovskaja. La stazione ha aperto l'11 agosto 1969 come capolinea sud della Linea Zamoskvoreckaja, e dal 1983 al 1995 è stata anche capolinea del ramo Kachovskaja. Da allora (11 agosto 1995) la stazione è il capolinea dell'attuale Linea Kachovskaya, staccatasi dalla Zamoskvoreckaja.
La stazione è stata disegnata dagli architetti Nikolai Demchinsky e Yulija Kolesnikova, secondo il tipico design degli anni sessanta, con due corsie formate da 40 pilastri in cemento ottagonali ricoperti di marmo scuro. Le mura sono ricoperte da granito grigio e labradorite, ma anche da asfalto nei margini delle banchine. Le mura della stazione sono ricoperte da piastrelle di ceramica bianche; inoltre la stazione presenta una serie di targhe metalliche che ritraggono diversi episodi della guerra civile russa (artisti e scultori: V.Gorchakov, L.Soshinskaya, V.Karpov).
La stazione si trova in piazza Kakhovka, punto di incontro di diverse direttrici tra cui via Azovskaja, viale Chongarsky e via Kakhovka. L'ingresso esterno della stazione è situato sotto la piazza, con uscite che permettono di emergere in superficie sulla piazza stessa, mentre l'ingresso occidentale è situato sotto viale Chongarsky Boulevard. Nel 1983 fu aperta la stazione Sevastopolskaja della Linea Serpuchovsko-Timirjazevskaja; in base a questo avvenimento necessitò di aggiustamenti: vennero aperte due scale mobili che scendevano alla stazione inferiore, situata perpendicolarmente a Kakhovskaja.
Oltre questa stazione, ci sono una serie di binari che sono utilizzati per il cambiamento di marcia dei treni e per la sosta notturna.
Nei primi mesi del 2019 la stazione è stata temporaneamente chiusa per permettere la realizzazione della linea 11. Inaugurato il 7 dicembre 2021 dopo la ristrutturazione.